# Mathieu Cordang
Mathieu Cordang (ur. 6 grudnia 1869 w Blerick – zm. 24 marca 1942 w Swalmen) – holenderski kolarz torowy i szosowy, złoty medalista torowych mistrzostw świata.

## Kariera
Największy sukces w karierze Mathieu Cordang osiągał w 1895 roku, kiedy zdobył złoty medal w wyścigu ze startu zatrzymanego amatorów podczas torowych mistrzostw świata w Kolonii. W zawodach tych bezpośrednio wyprzedził swego rodaka Keesa Witteveena oraz Norwega Wilhelma Henie. Był to jednak jedyny medal wywalczony przez Holendra na międzynarodowej imprezie tej rangi. Startował również w wyścigach szosowych, wygrywając między innymi wyścigi Maastricht - Nijmegen - Maastricht, Rotterdam - Utrecht - Rotterdam, Amsterdam - Arnhem - Amsterdam i Leiden - Utrecht - Leiden w 1894 roku oraz dwa ostatnie ponownie w 1895 roku. Nigdy nie wystąpił na igrzyskach olimpijskich.